# 102年
| 千纪： | 1千纪                                                                                        |
| 世纪： | 1世纪 \| 2世纪 \| 3世纪                                                                      |
| 年代： | 70年代 \| 80年代 \| 90年代 \| 100年代 \| 110年代 \| 120年代 \| 130年代                       |
| 年份： | 97年 \| 98年 \| 99年 \| 100年 \| 101年 \| 102年 \| 103年 \| 104年 \| 105年 \| 106年 \| 107年 |
| 纪年： | 壬寅年（虎年）；东汉永元十四年                                                               |

## 大事记
- 孝和陰皇后因為被告行巫蠱之事為皇帝所廢，改立鄧禹的孫女鄧綏。

## 各国领袖

### 非洲
- 库施
  - 国王：Teqerideamani I（90年－114年）

### 亚洲
- 中国
  - 东汉：
    - 皇帝：汉和帝（88年－106年）
- 朝鲜
  - 百济：
    - 国王：己娄王（77年－128年）

  - 高句丽：
    - 国王：太祖王（53年－146年）

  - 新罗：
    - 国王：婆娑尼师今（80年－112年）
- 贵霜帝国
  - 国王：索特尔·麦格斯（80年－105年）

### 欧洲
- 高加索伊比里亚
  - 国王：阿佐克（87年－106年）
- 达契亚
  - 国王：德凯巴鲁斯（87年－106年）
- 罗马帝国
  - 皇帝：图拉真（98年－117年）

### 中东
- 奈巴提亚
  - 国王：Rabbel II Soter（70年－106年）
- 奥斯若恩
  - 国王：Sanatruk（91年－109年）
- 安息
  - 国王：帕科罗斯二世（78年－105年）

## 逝世
- 班超
- 劉政 (東海王)
- 孝和陰皇后，漢光武帝光烈皇后阴丽华的曾孫姪女，漢和帝第一任皇后。